# Căruță

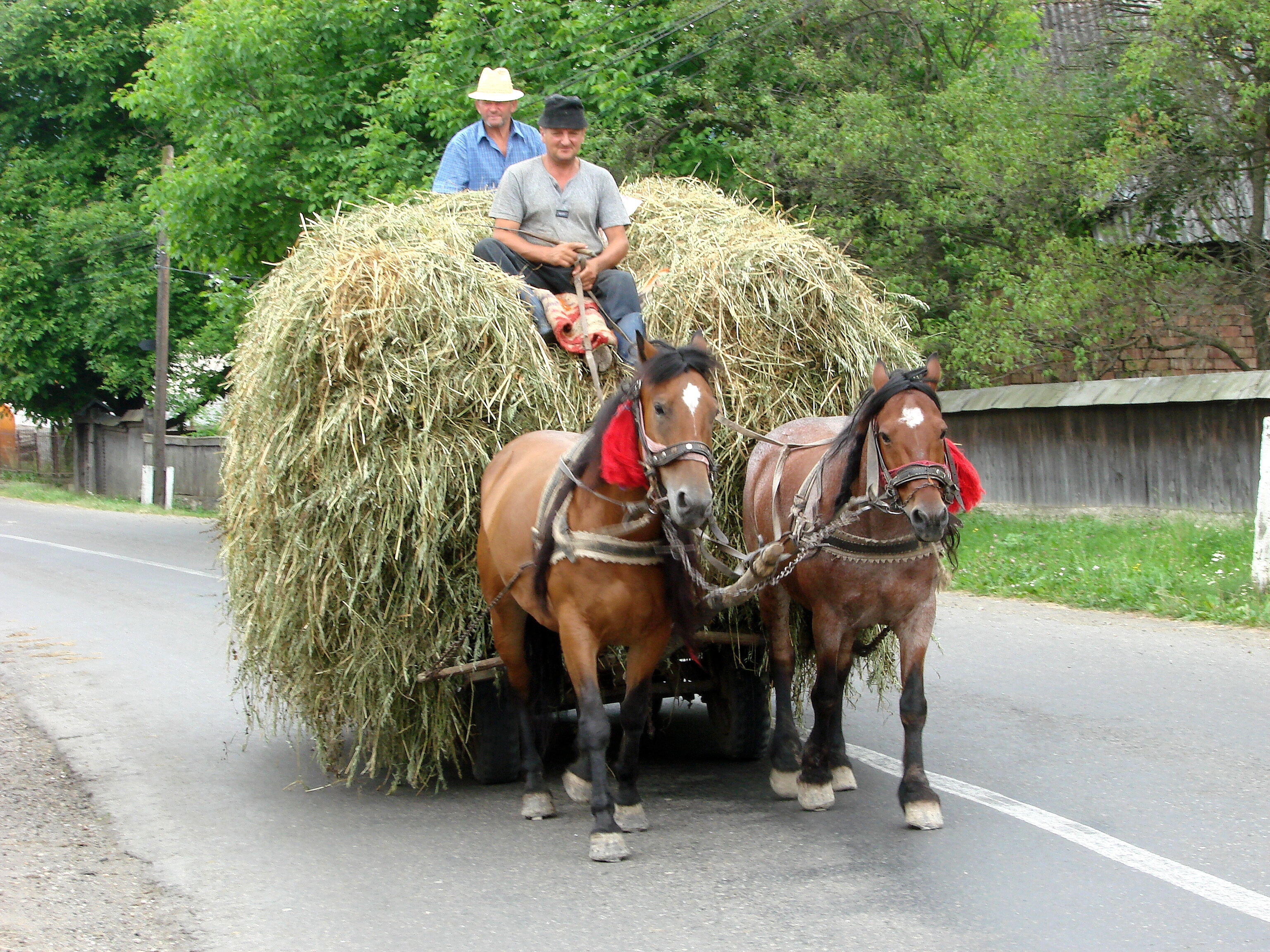
Căruță transportând paie

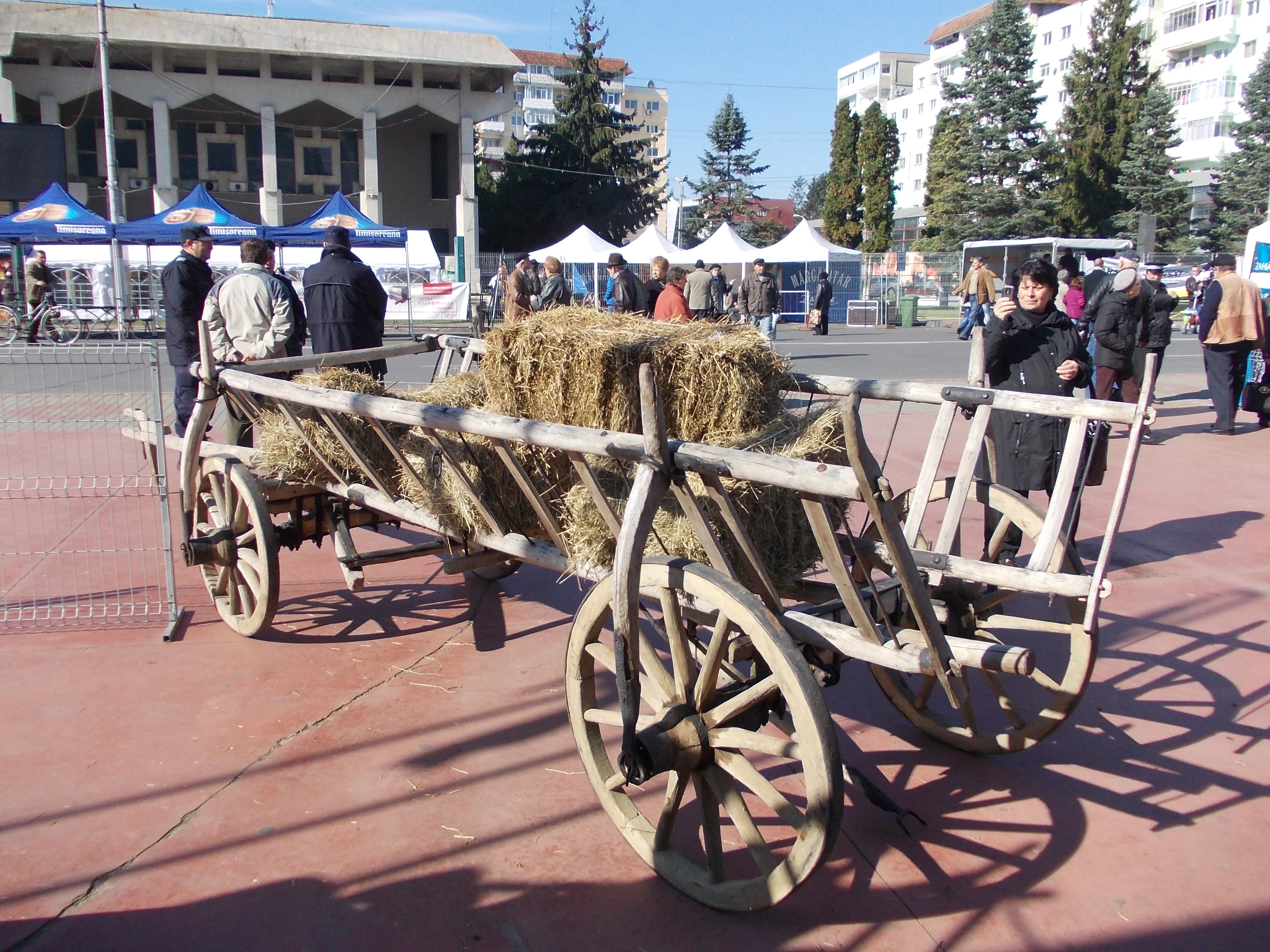
Căruță folosită ca decor la un festival agricol în Roman

Căruța este un vehicul de forma carului dar mai mic și mai ușor decât acesta (în general), tras mai ales de cai (unul sau doi).